# Grilo-preto
O grilo-preto (Gryllus assimilis) é um grilo de ampla distribuição no Brasil. Tais insetos possuem coloração geral negra, polífago que ataca principalmente sementeiras e viveiros. Também são conhecidos pelos nomes de grilo-cantor, grilo-caseiro, grilo-comum e grilo-dos-canteiros.